# Российское военно-историческое общество
Общеросси́йская обще́ственно-госуда́рственная организа́ция «Росси́йское вое́нно-истори́ческое о́бщество» — российское добровольное самоуправляемое общественно-государственное объединение, основанное в 2012 году указом президента России Владимира Путина. Деятельность организации, согласно декларации, направлена на изучение и популяризацию военной истории России, а также сохранение объектов военно-исторического культурного наследия.

## Создание общества
Российское военно-историческое общество образовано в соответствии с Указом Президента Российской Федерации от 29 декабря 2012 года № 1710 и считается продолжателем существовавшего в 1907—1914 годах Императорского Русского военно-исторического общества. Одним из инициаторов создания общества стал министр культуры Российской Федерации Владимир Мединский, избранный 14 марта 2013 года на Поклонной горе в Москве на учредительном съезде его председателем. Председателем Попечительского совета общества до 2019 года являлся Дмитрий Рогозин.

## Об обществе
Согласно Уставу Российского военно-исторического общества, его деятельность направлена на «консолидацию сил государства и общества в изучении военно-исторического прошлого России, содействие изучению российской военной истории, противодействие попыткам её искажения, обеспечение популяризации достижений военно-исторической науки, воспитание патриотизма, поднятие престижа военной службы и сохранение объектов военно-исторического культурного наследия». Для достижения этих целей общество осуществляет свою деятельность в большом количестве различных направлений.
В Попечительский совет Общества входят министр обороны Российской Федерации Сергей Шойгу, министр внутренних дел Российской Федерации Владимир Колокольцев, директор ФСО России Евгений Муров, глава ГК «Ренова» Виктор Вексельберг, основной акционер АФК «Система» Владимир Евтушенков, один из основателей компании «Вимм-Билль-Данн» Давид Якобашвили, председатель правления ОАО «Транснефть» Николай Токарев, экс-президент ОАО «Российские железные дороги» Владимир Якунин. Научный совет общества возглавляет Владимир Чуров, на протяжении ряда лет в него также входил историк Олег Соколов, однако после того, как он был обвинён в убийстве, его имя из состава научного совета на сайте РВИО было удалено.
РВИО имеет региональные представительства в 82 субъектах Российской Федерации. Общая численность членов РВИО — более 5000 человек.
Председателем РВИО стал Владимир Мединский, в то время министр культуры Российской Федерации; его отец, полковник в отставке Ростислав Мединский является советником председателя общества. Советниками председателя также являются Андрей Назаров и Михаил Мягков. Исполнительный директор РВИО — Александр Барков. Его предшественник Владислав Кононов перешел на государственную службу.

## Финансирование
В 2015 году субсидия Министерства культуры составила 325 млн руб., а в 2014-м — 285 млн руб, около 40 млн из них РВИО тратит на административные расходы. Бюджетные средства, по словам исполнительного директора РВИО Владислава Кононова, идут на реставрацию монументов и братских захоронений, проведение поисковых археологических экспедиций, съёмки фильмов и написание книг. Общество также принимает частные пожертвования.

## Деятельность общества
Российское военно-историческое общество активно сотрудничает с Министерством культуры Российской Федерации и Министерством обороны Российской Федерации, организуя реконструкции сражений, военно-исторические лагеря для детей (в настоящее время их число достигло 15), установку памятников героям различных военных конфликтов.
За время работы РВИО установило более 200 памятников на территории России и за её пределами.

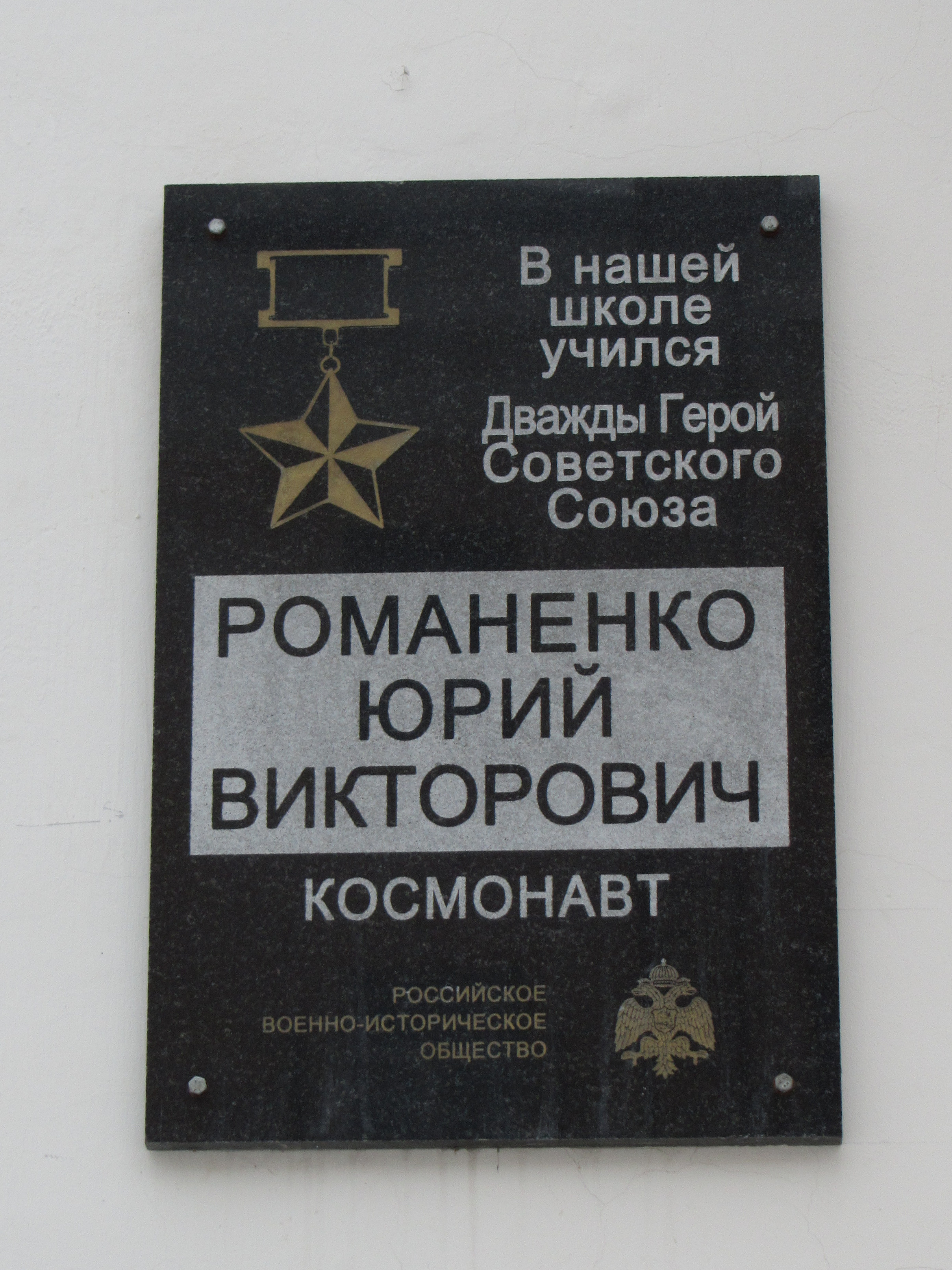
Памятная доска на школе № 1 города Северодвинска, установленная РВИО

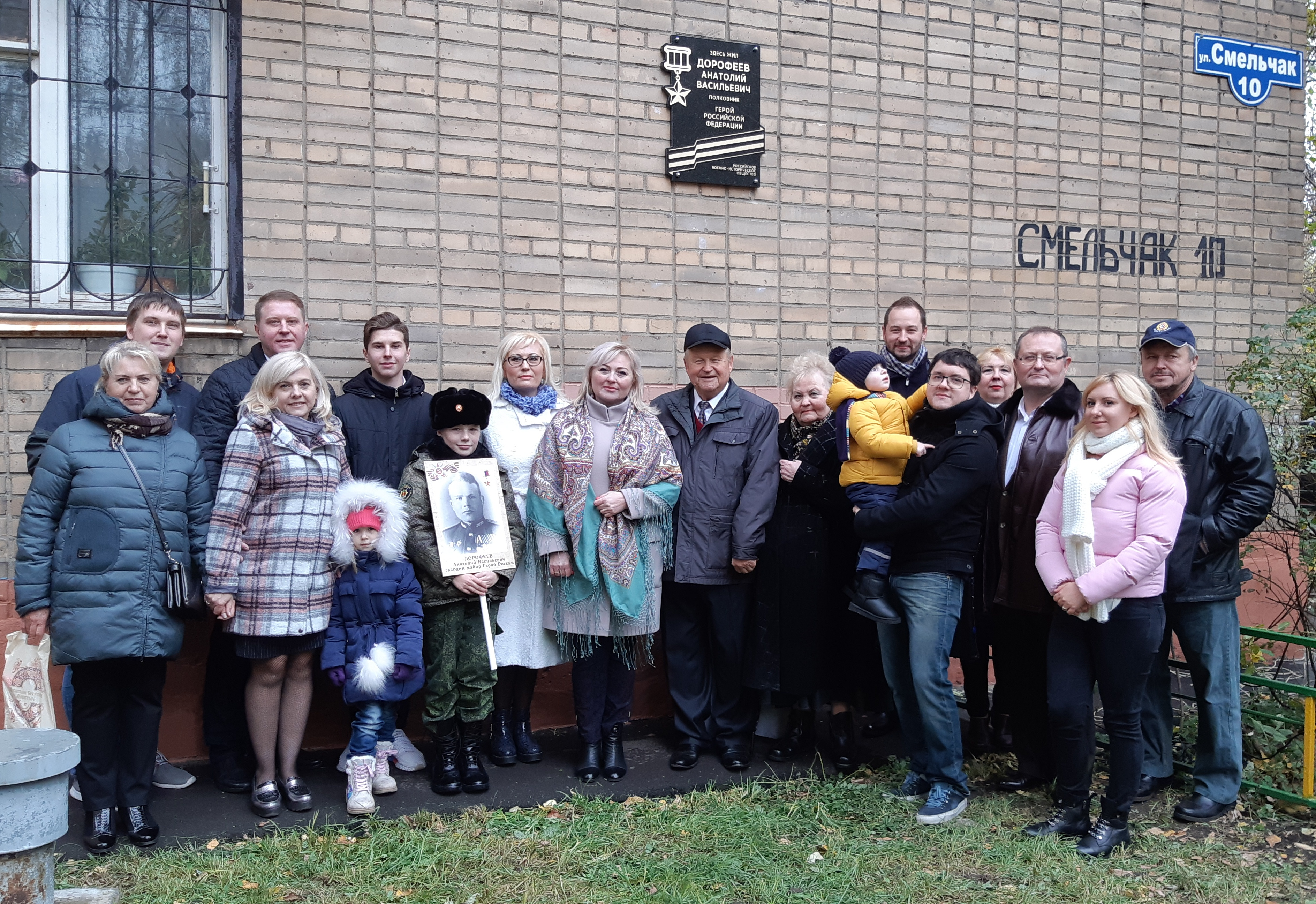
Памятная доска герою России Дорофееву А. В., установленная РВИО Мособласти

С 2015 года проводится Всероссийская акция по установке памятных досок в честь Героев Советского Союза (участников Великой Отечественной войны) на зданиях школ, где они учились. На сегодняшний день установлено более 2100 памятных досок. Начата программа по установке досок полным кавалерам Ордена Славы, на 2018 год запланирован старт установки досок Георгиевским кавалерам.

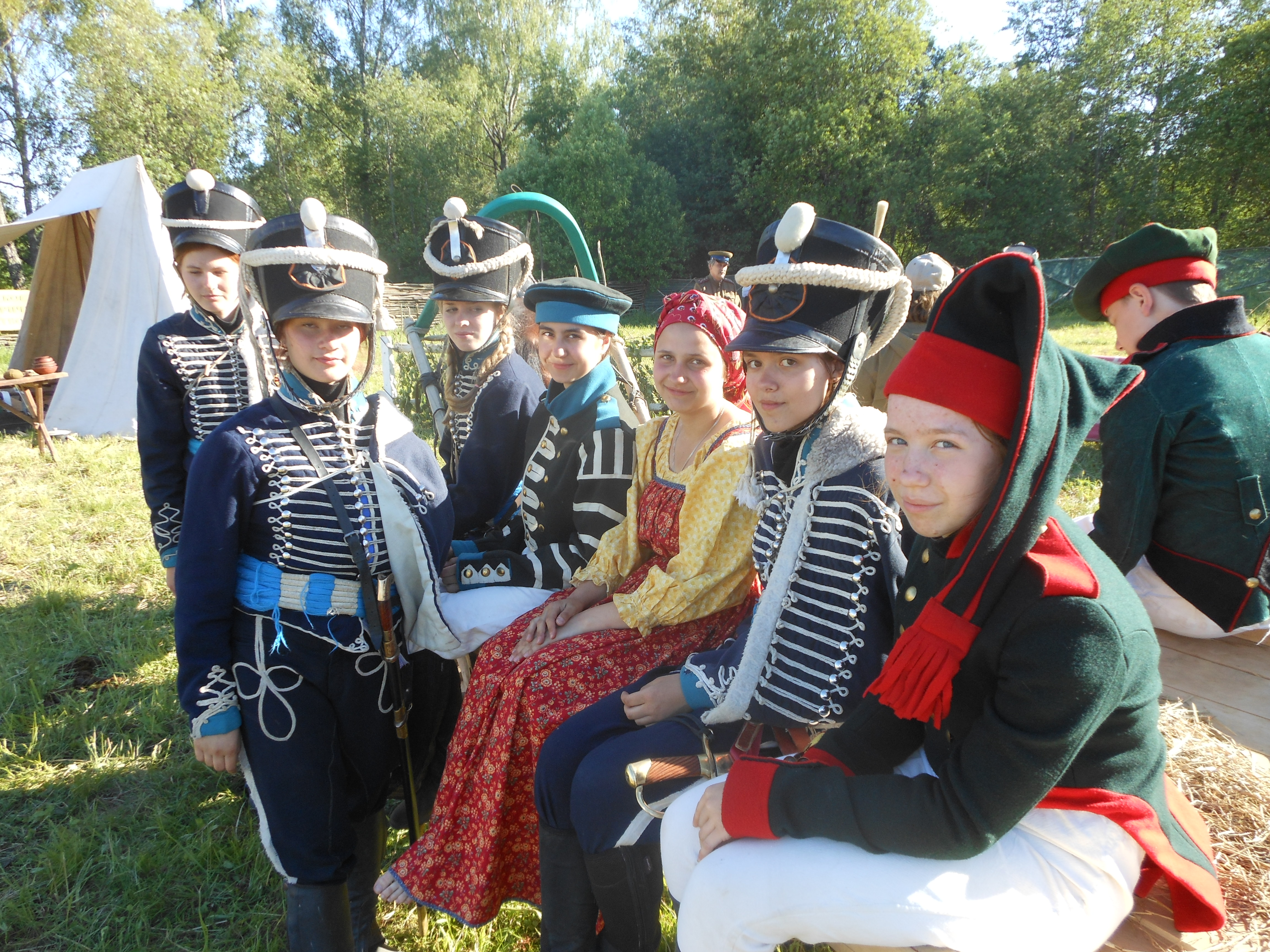
В военно-патриотическом лагере РВИО. Бородино, июнь 2015

Проведено более 40 военно-исторических фестивалей, в которых приняло участие свыше 7 тысяч представителей клубов военно-исторической реконструкции и 1,25 млн зрителей, как из России, так и из стран зарубежья. Среди них крупнейшие российские фестивали — «День Бородина» в Подмосковье, «Гумбиненнское сражение» в Калининградской области, «Русская Троя» в Крыму.
В ходе многочисленных поисковых экспедиций в России и за её пределами обнаружены останки более 5000 воинов Русской и Красной Армии. Ежегодно проводятся международные военно-исторические лагеря «Калининский фронт» (Тверская область), «Волховский фронт» (Ленинградская область), а также Всероссийская «Вахта Памяти». В 2017 году во Франции была проведена международная поисковая экспедиция по следам Первой мировой войны.
РВИО организовало 110 молодёжных военно-патриотических лагерей и сборов для детей и подростков. Более 20 160 человек стали участниками в Центральном, Северо-Западном, Уральском, Приволжском, Южном и Крымском федеральных округах. Самый крупный лагерь — «Бородино-2017» — только за одно лето принял 1600 юношей. Международные смены для подростков прошли на острове Лемнос и в Артеке.
РВИО участвует в проектах по сохранению объектов культурного наследия. Под эгидой РВИО ведутся работы по возрождению Смоленской крепостной стены. Также Общество включилось в работы по спасению Воронежской Ротонды.
РВИО работает над сохранением музейного наследия. АНО «Музей военной истории РВИО» управляет несколькими музейными объектами: «Стрелецкие палаты» и «Музей военной формы одежды» в Москве, открыта обновленная музейная экспозиция Башни Громовой в Смоленске, в работе ещё ряд музейных проектов, в том числе международных.
РВИО участвует в создании современных экспозиций в Музее Победы на Поклонной горе, Музее героической обороны и освобождения Севастополя, музее Зои Космодемьянской в Подмосковном Петрищево, музее «Полководцы Победы» в Старой Руссе и ряде других.
В регионах России экспонируются выставочные проекты РВИО. «Помни… Мир спас советский солдат» была представлена в Москве, Смоленске, Сочи, Воронеже, Волгограде, Кургане, Омске, Новосибирске, Томске, Керчи. Адаптированный вариант экспозиции под названием «Remember…» — в Женеве, Варшаве, Праге, Будапеште.
Выставка «Война и Мифы», приуроченная к 75-летию Битвы за Москву, открылась в московском «Манеже» в 2016 году, а в 2017-м отправилась в турне по регионам России.
В 2016 году по инициативе РВИО на автомобильных дорогах России появились «Маяки памяти» — информационные дорожные знаки, рассказывающие о событиях Великой Отечественной войны.
РВИО запустило несколько тематических поездов метро. Из депо вышли поезда, посвящённые отечественному кинематографу, победе над фашизмом и другие. В частности, в московской подземке курсирует состав «Россия-Моя история», в оформлении которого использованы иллюстрации и высказывания известных исторических деятелей культуры, политики, искусства и науки.
С 2021 года РВИО занялось установкой стел в городах трудовой доблести Великой Отечественной войны. С 2022 года — памятных досок в ходе погибшим в ходе военного конфликта на Украине.
Специалисты научного отдела РВИО выступили в качестве консультантов в производстве десятков художественных и сотен документальных фильмов; в числе этих лент «Батальонъ», «А зори здесь тихие…», «Битва за Севастополь», «Первая мировая», «28 панфиловцев», «Танки» и «Рубеж».
По данным РБК, к концу 2023 года отчиталось за установку 4 тысяч мемориальных досок, 550 памятников, стел и бюстов.
В апреле 2024 года члены РВИО вошли в экспертный центр для оценки печатных и электронных книжных изданий (за исключением учебных, нормативных и официальных) на предмет соответствия законодательству.

### Проекты общества

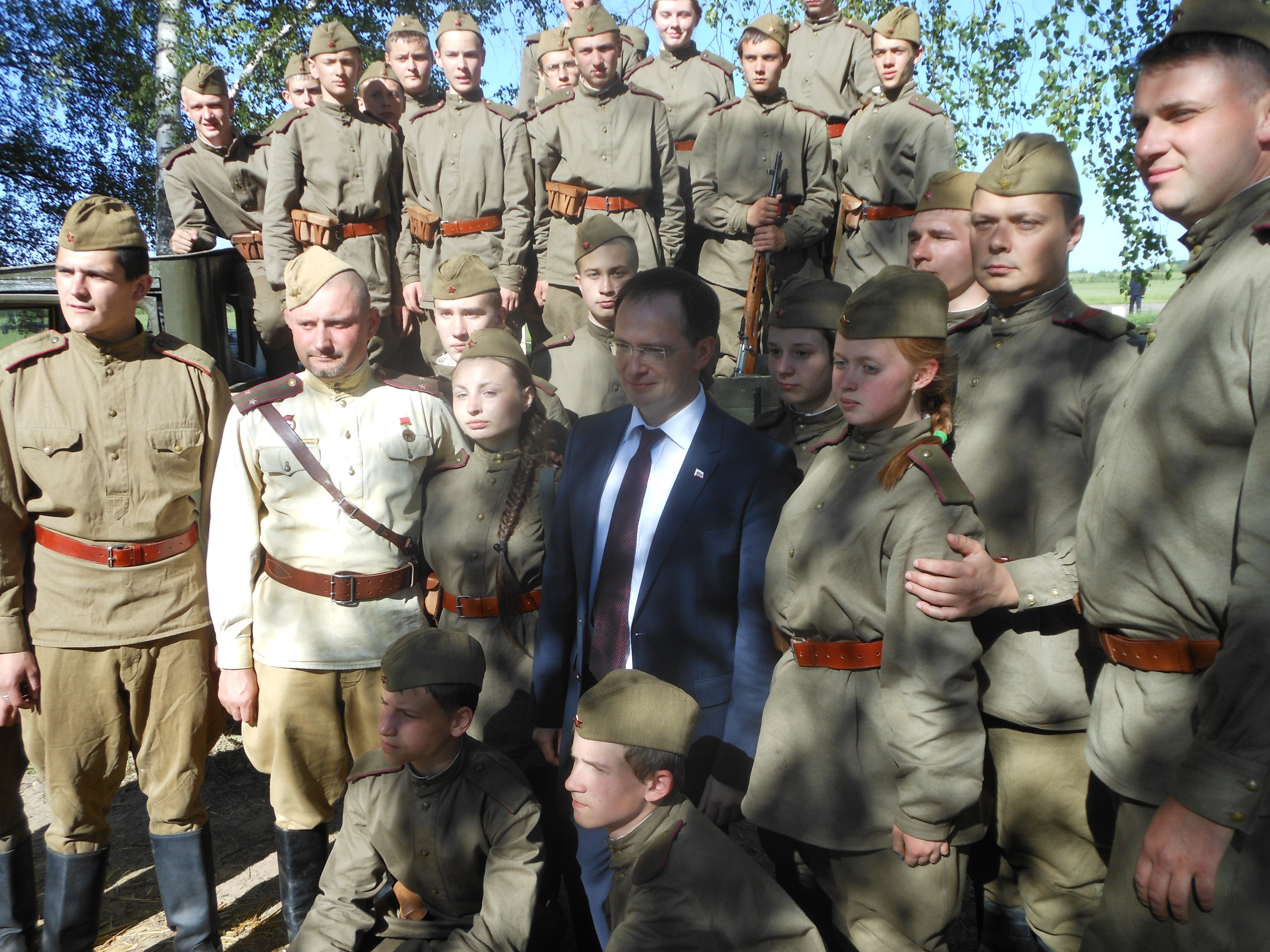
Председатель общества Владимир Мединский среди воспитанников и инструкторов первого военно-патриотического лагеря в Бородинском военно-историческом музее-заповеднике. 12 июня 2015

В 2014 году реализован проект — Крымский военно-исторический фестиваль.
В начале 2015 года РВИО представило проект «100 главных документов российской истории» — собрание из ста наиболее значимых исторических источников, представленных в полнотекстовом варианте. Эти документы рекомендуются для изучения в старших классах средних учебных заведений и высших учебных заведениях.
В 2015 году — арт-проект граффити, посвященный 70-летию Великой Победы «Наши Герои».
С 10 по 22 июня 2015 года на территории Бородинского военно-исторического музея-заповедника совместно с благотворительным фондом «Ратники Отечества» и ассоциацией ветеранов подразделений спецназа «Братство краповых беретов „Витязь“» был открыт первый молодёжный военно-патриотический лагерь РВИО для подростков от 12 до 18 лет в концепции облегчённого «курса молодого бойца».
С июля 2016 года общество оказывает информационную поддержку историко-патриотическому проекту «Дневник Истории России», который популяризирует историю России через интернет.
26 мая 2017 года в Москве открыта Аллея правителей России, включающая в себя 43 бюста правителей России от Рюрика до Ельцина.
Государственный исторический музей, РВИО при поддержке Министерства культуры Российской Федерации осуществляют бесплатный образовательный проект — лекторий «Исторические субботы».
Запланированное на 9 мая 2020 года открытие мемориала, посвящённого Ржевской битве, из-за распространения COVID-19 было перенесено и состоялось 30 июня 2020 года.

### Некоторые памятники, установленные при участии РВИО

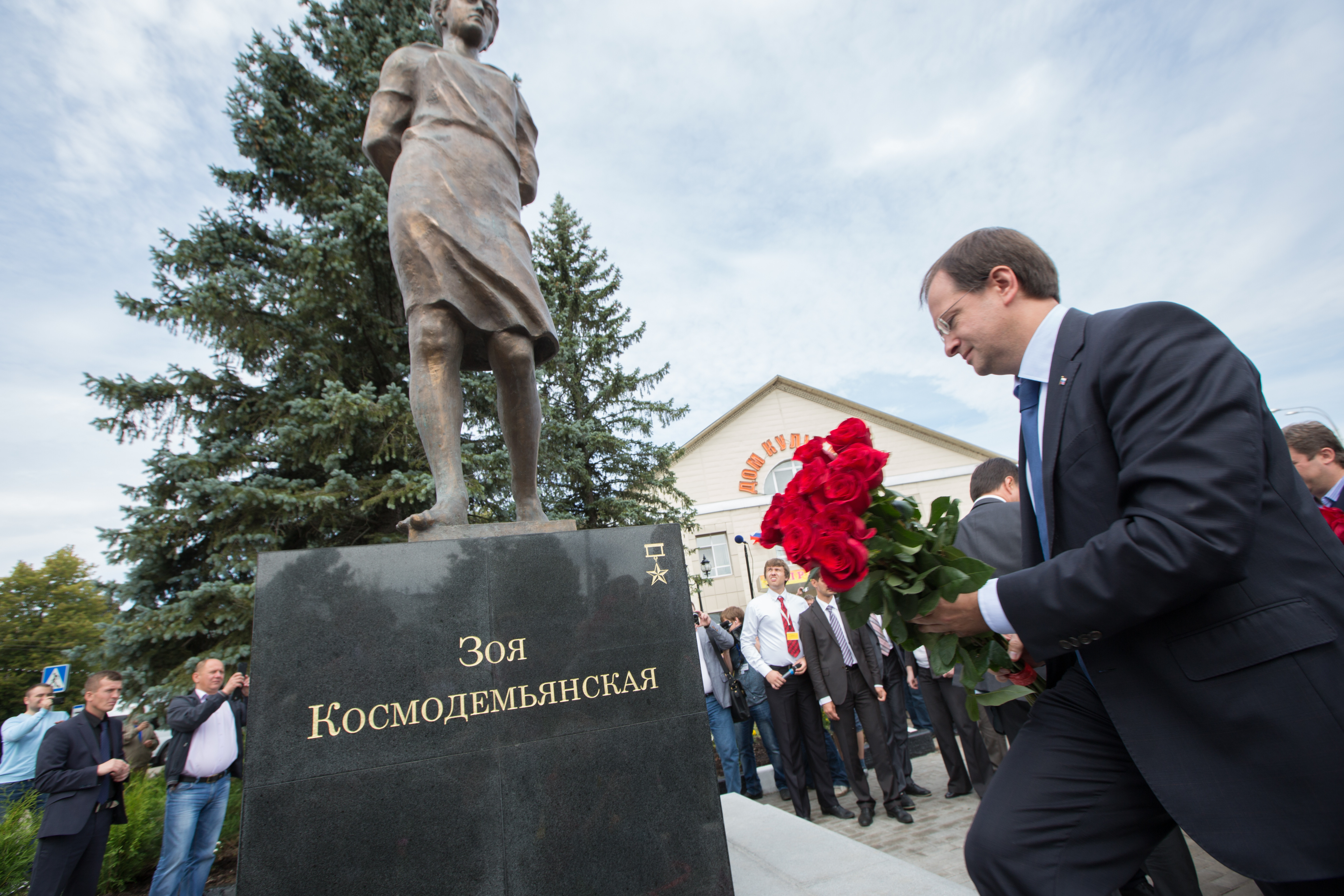
Министр культуры, председатель РВИО
Владимир Мединский на открытии памятника Зое Космодемьянской в Рузе

- Памятник героям Первой мировой войны в Москве.
- Памятник героям Первой мировой войны в Калининграде.
- Памятник Николаю II в Белграде.
- Памятник генералу Михаилу Скобелеву в Москве.
- Памятник Константину Рокоссовскому в Москве.
- Памятник первым русским князьям Рюрику и Олегу в Старой Ладоге.
- Памятник великому князю Владимиру в Москве.
- Памятник-крест великому князю Сергею Александровичу в Москве.
- Аллея правителей России в Москве.
- Памятник Михаилу Калашникову в Москве.
- Памятник Ивану III в Калуге.
- Ржевский мемориал Советскому солдату.
- Памятник Петру Котляревскому в Феодосии.
- Памятник Александру Невскому в Псковской области.
- Памятник Примирения в Гражданской войне в Севастополе.